# Medocostes lestoni
Medocostes lestoni — вид клопів, єдиний у родині Medocostidae.

## Поширення
Вид поширений в Західній Африці. Комаху виявлено у Гані та Республіці Конго.

## Опис
Відомі лише самиці. Тіло завдовжки 8,3-9,5 мм, пловке, овальне, з короткою головою. Вусики складаються з чотирьох члеників. Крила добре розвинені.

## Спосіб життя
Хижак. Полює на інших комах під корою дерев.